# Simone Chalon
Simone Chalon, née Pierreclaud le 30 octobre 1922 à Saint-Amand-en-Puisaye et morte le 23 août 2011 à Mâcon, est une militante qui a œuvré à réformer le cadre légal et le fonctionnement du système français de l'accueil des enfants maltraités et de l'adoption. Engagée très jeune dans la Résistance aux côtés de son père Jules Pierreclaud, elle a consacré sa vie à cette cause auprès du journaliste Alexis Danan et dans un organisme autorisé pour l’adoption (OAA), La Famille Adoptive Française.

## Biographie

### Vie familiale
Simone Chalon est née à Saint-Amand-en-Puisaye dans la Nièvre, de Jules Pierreclaud et Lucie Charpentier. Elle est l’aînée de quatre enfants.
Son engagement commence quand, âgée d'une quinzaine d’années, elle aide son père à préparer l’accueil des réfugiés espagnols. Celui-ci, conseiller municipal de Cluny, est en effet chargé avec le futur résistant Jean-Louis Delorme de superviser localement le plan que le gouvernement français prépare dès le début de l'année 1938 sur l'ensemble du territoire dans la perspective de la défaite de la République espagnole.
Elle épouse Max Chalon le 25 juillet 1944 à Lournand et de cette union naissent cinq enfants.

### Pendant la guerre
Pendant la guerre, elle transporte, à la demande de son père, des messages et des tracts. Dans l’attente de la mise en place d’un vrai réseau de communication entre les différents maquis, elle est responsable du réseau embryonnaire de communication (60 lieux et/ou personnes sont répertoriés). Elle est correspondante pour le maquis de CRU (Blanot). En attendant sa nomination de monitrice d’éducation physique à Louhans, elle est volontaire bénévole à Varay (région lyonnaise) dans une association qui accueille des enfants juifs. Nommée à Louhans pour l’année scolaire 1943-1944 elle assure des liaisons entre plusieurs réseaux. Le 11 aout 1944 elle participe à la libération de Cluny comme infirmière volontaire.

### Engagement associatif
Elle rencontre Alexis Danan en 1955 et crée, dès 1956, le Comité Alexis Danan de Boulogne. Elle succède à Alexis Danan à sa mort, à la tête de la Fédération des Comités Alexis Danan qui deviennent comités ENFANCE majuscule lorsqu’elle crée la revue ENFANCE majuscule en 1991 avec Nicole Emam et Patricia Chalon.
Parallèlement, elle prend la direction à la suite de madame Crétin de la Famille Adoptive Française. Elle sera investie dans ces deux associations jusqu’à sa mort en 2011.
Simone Chalon a siégé, durant de nombreuses années, au conseil supérieur de l'adoption en tant que personnalité qualifiée de par ses engagements associatifs. Elle a contribué à faire évoluer de nombreuses lois et règlements en faveur de l'adoption,.

## Ouvrages
- Simone Chalon, L’enfance brisée, préfacé par Léon Schwartzenberg, Pré aux Clercs, 1988  (ISBN 2-7144-2128-8)
- Simone Chalon, L’enfance retrouvée, Pré aux Clercs, 1989  (ISBN 2-84228-050-4)
- Simone Chalon, Au nom des enfants, Pré aux Clercs, 1999  (ISBN 2-84228-050-4)